# Embelia nutans
Embelia nutans är en viveväxtart som beskrevs av Nathaniel Wallich. Embelia nutans ingår i släktet Embelia och familjen viveväxter. Inga underarter finns listade i Catalogue of Life.